# Assisibroderi

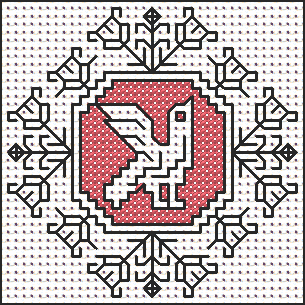
Exempel på assisibroderi

Assisibroderi, en form av korsstygnsbroderi där motiven framträder negativt, medan bakgrunden fylls ut med korsstygn. De utsparade motiven avgränsas av en kontur sydd med dubbla förstygn i en mörkare färg. Motiven är stiliserade och ofta symmetriska. (Jämför med avilabroderi.)
Broderiet har sitt ursprung i trakterna kring Assisi där man vid sekelskiftet 1899-1900 grundade en broderiskola för fattiga unga flickor. Assisibroderierna blev omåttligt populära och fick stor utbredning i hela Europa. Med skolan som medelpunkt utvecklades broderiet till en blomstrande hemindustri för hela trakten kring Assisi.